# Nachičevanská autonomní republika
Nachičevanská autonomní republika (ázerbájdžánsky Naxçıvan Muxtar Respublikası), známá jako Nachičevan, je vnitrozemská exkláva Ázerbájdžánu. Má rozlohu 5 500 km² a hraničí na severu s Arménií (221 km), na západě s Tureckem (9 km) a na jihu s Íránem (179 km). Hlavním městem je Nachičevan, kde se také nachází Nachičevanská státní univerzita.

## Přírodní podmínky

### Poloha
Nachičevan se rozkládá v jihovýchodní části Zakavkazské planiny. Téměř 75 % území leží v nadmořské výšce nad 1 000 m. Na severu se nachází Daralagezský hřbet a na východě Zangezurský hřbet s nejvyšším vrcholem Kapydžikem (3 904 m). Jižní a jihozápadní část zaujímá rovina podél Araksu o nadmořské výšce 600 až 1 000 m.

### Doprava
Pro spojení s Ázerbájdžánem byl zvažovaný čtyřicetikilometrový dopravní koridor „Zangezur“ přes arménskou provincii Sjunik (dříve Zangezur). Po konfliktu v Náhorním Karabachu v roce 2023 podepsali dne 6. října 2023 Ázerbájdžán a Írán protokol o záměru výstavby nové železniční trati a železničních mostů procházející územím Íránu. Poté, 17. října, arménský premiér Nikol Pašinjan uvedl, že arménská strana je připravena otevřít železnici Meghri (známou také jako koridor Zangezur nebo koridor Sjunik), ale ne jako exteritoriální koridor.

### Nerosty
Z nerostných surovin se zde nachází molybdenové a polymetalické rudy, kamenná sůl, obkladový kámen, stavební hmoty.

### Klima
Podnebí je silně kontinentální a suché. Na rovině je v lednu průměrná teplota -3 až -6 °C a v červenci 28 °C. V horách je to v lednu -10 až -14 °C a v červenci 25 až 5 °C. Průměrný roční úhrn srážek činí na rovině a v podhůří 190 až 300 mm a v horách 300 až 600 mm.

### Vodní zdroje
Největší řeka Araks a její přítoky (Arpačaj, Nachičevančaj) mají velký význam pro zavlažování. Byla vybudována hydrotechnická zařízení na Araksu. Jsou to hydrouzel Arake a přehrady Batabatgjol, Uzunobinská a Arpačajská. Jsou zde mnohé minerální prameny.

### Půdy
Na rovině převládají šedozemě a luční šedozemě místy zasolené, výše pak šedohnědé zasolené, horské kaštanové a horské lesní hnědé a v nejvyšších polohách horské luční drnové půdy.

### Flóra
Kvůli suchu převládají xerofilní typy rostlin. Rovina je vyplněna převážně pelyňkovou a pelyňkovo-slaniskovou polopouští. V podhůří se nacházejí porosty horského xerofitního rostlinstva (mateřídouška obecná) a ve step přecházející odlesněné horské louky. Ve vyšších horách se nacházejí subalpské, alpské louky a luční stepi. Lesů zde moc nenajdeme, celkem jejich plocha nepřevyšuje 3 000 ha.

### Fauna
Žijí zde koza bezoárová, ovce kruhorohá, pardáli, medvěd hnědý, prase divoké, liška obecná, zajíc polní, kuna skalní. Z ptáků jsou nejcharakterističtější velekur kaspický, pěvuška alpská, vlaštovka pohorská,
orebice keklik, stepokur písečný a z plazů zmije arménská a agamka písečná.